# Meall a' Chrasgaidh
Meall a' Chrasgaidh är ett berg i Storbritannien.   Det ligger i kommunen Highland och riksdelen Skottland, i den norra delen av landet, 700 km norr om huvudstaden London. Toppen på Meall a' Chrasgaidh är 934 meter över havet, eller 134 meter över den omgivande terrängen. Bredden vid basen är 1,2 km.
Terrängen runt Meall a' Chrasgaidh är huvudsakligen kuperad. Trakten runt Meall a' Chrasgaidh är nära nog obefolkad, med mindre än två invånare per kvadratkilometer. Trakten runt Meall a' Chrasgaidh består i huvudsak av gräsmarker.